# Сабчота Осети
Сабчота Осети (груз. საბჭოთა ოსეთი, Советская Осетия) — областная газета на грузинском языке, издававшаяся в Юго-Осетинской АО. Являлась органом Юго-Осетинского обкома и Цхинвальского горкома Коммунистической партии Грузинской ССР, а также Юго-Осетинского областного Совета депутатов трудящихся.
Газета основана в 1933 году. В 1970-е годы выходила 5 раз в неделю тиражом 7,1 тыс. экземпляров. В ходе грузино-южноосетинского конфликта 11 апреля 1990 года в газете было опубликовано «Обращение грузинской общественности г. Цхинвала Верховному Совету Грузии и Национальному форуму Грузии», в котором требовалось ликвидировать автономию Южной Осетии и заселить её грузинами. В октябре 1990 года газета была переименована в «Чвени Самквидро», но в то же самое время её выпуск был прекращён.